# Deng (estat)
L'Estat de Deng (xinès tradicional: 鄧國, xinès simplificat: 邓国, pinyin: Dèng) fou un estat vassall xinès durant la Shang i les Dinasties Zhou i el període de Primaveres i Tardors (f. 1200 – 475 aC), sent governat per la família Màn (曼).